# Meru Networks
Meru Networks è un'azienda statunitense fornitrice di wireless local area network in ambito salute, business, ospitalità, educazione K-12 e altri mercati. La società è stata fondata nel 2002 a Sunnyvale, California (USA); l'azienda fu inizialmente quotata in borsa nel marzo 2010.

## Acquisizioni
L'8 settembre 2011, Meru ha annunciato di aver acquisito la società specialista del controllo degli accessi "Identity Networks". Fondata nel 2006 e con sede a Manchester, Regno Unito: Identity Networks sviluppa e commercializza strumenti che offrono servizi di provisioning e notifica che forniscono agli ospiti le credenziali di accesso tramite e-mail o SMS, oltre a fornire report, audit e personalizzazione delle policy.
Il 27 maggio 2015, Fortinet ha accettato di acquisire Meru Networks per $ 44 milioni in contanti. Fortinet in seguito ha integrato il team e le operazioni di Meru Networks nella propria organizzazione.